# Music for Nurses
Albums de Oceansize
Effloresce
(2003) Everyone into Position
(2005)
Music for Nurses est un EP du groupe britannique Oceansize, paru en octobre 2004.

## Liste des titres
1. One Out Of None – 5:40
2. Paper Champion – 5:46
3. Drag The 'Nal – 1:45
4. Dead Dogs an' All Sorts – 4:44
5. As The Smoke Clears – 7:05